# كارلتون سور مير (كيبك)
كارلتون سور مير (بالإنجليزية: Carleton-sur-Mer)‏ هي بلدية محلية في كيبيك تقع في كندا في Avignon Regional County Municipality. يقدر عدد سكانها بـ 3,991 نسمة ومساحتها 244.30 كم2 .